# こぶ弁慶
『こぶ弁慶』（こぶべんけい）は上方落語の演目。『大津の宿瘤弁慶』とも。作者は近世末期の初代笑福亭吾竹。壁土を食べるという変わった嗜好を持つ男の体に、武蔵坊弁慶を名乗るコブができてしまうという内容。主な演者として、5代目桂文枝などがいる。
道中噺『伊勢参宮神乃賑』の一編で、やはり『伊勢参宮神乃賑』の一編である『矢橋船』と同様、視点が喜六と清八から「壁土好きの男」に移る構成になっている。
大津の宿に出てくる客引き娘の恐ろしい描写は他の旅話にも引用されており、上方落語で醜女（しこめ）を表す典型となっている。

## あらすじ
伊勢参りを済ませた喜六と清八のコンビが、大坂へ帰る道すがら大津の宿へやってくる。
「変てこな宿につかまらんよう、客引き娘に袖を引かれたら『定宿や』と言って断れ」
清八にそう言われた喜六が、面白がって袖を引いてない相手にまで『定宿』と言ってしまうなどのドタバタを経て、二人は岡屋という老舗の宿に宿泊した。
番頭をからかいつつ部屋にはいり、面白おかしく飲んでいると、いつの間にか人が集まってきて大宴会に。ドンチャン騒ぎをしていると…血相を変えた男が飛び込んでくる。
「廊下で化け物に遭いました!!」
なんとこのバケモノの正体は単なるクモ。「苦手な人にとっては化け物になるな」という話から『嫌いなもの・好きなもの』の話をしていると一人の男が「壁土が好き」と言いだした。
キョトンとする一同を証人として、男は本当に壁土を食べ出し、「この宿屋は確かに古い、味が本願寺の壁土に似ている」と言い出す始末。その翌朝…男は高熱を出して動けなくなってしまう。
暫く養生をして、やっと動けるようになった男が京都の綾小路麩屋町というアヤフヤな町にある自宅に帰ってきたあと…事件は起きた。
何故か、肩に出来物ができ、どんどん大きくなると人の頭になってしまったのだ。
「ワシは武蔵坊弁慶だ!!」
なんと、大津の宿で食べた壁土に弁慶の絵が塗りこめられており、壁土ごと食べられたのを幸いに男にとりついてしまったらしい。
大飯を食わせろ、女郎買いへ連れて行けと暴れる弁慶に男は閉口し、医者からはコブを切り取ると死ぬと匙を投げられた。とうとうノイローゼになってしまい、寝込んでしまっていると友達が見舞いにやってくる。
「そのコブをイボだと偽り、蛸薬師で治してもらえ」
弁慶に、風呂敷をかけて隠して妙心寺へ通うこと数日。ある夜の帰り道…大名行列に出くわした弁慶は、男の体を操り殴り込みをかけてしまった。
「我が名が聞きたくば名乗って聞かせん！」
歌舞伎まがいに見得をきる弁慶に、殿さまが出てきて「手打ちに致す、そこへ直れ！」。
男が平伏して「このコブ切られたら命がないと医者に言われた」と嘆願するが、殿さまは「夜のコブは見逃しならぬ」。

## オチについて
落ちは「夜の昆布は見逃すな」ということわざのもじり。「夜の昆布」と「喜ぶ」をかけた洒落で、『譬喩尽』には「夜の昆布は乞ふても喰へ」とある。
これには異説があり、「コブ」とはクモのことで、落ちは「夜のクモは殺せ」ということわざに由来するとも言われる。『日葡辞書』には「Cobu 大蜘蛛 下 (x.) の語」とある。ここでの「下」とは西国すなわち九州を指す。しかし作者の吾竹の伝記は何もわからないので、彼がクモを「コブ」と呼ぶ地域の出身であった保証はない。
いずれにせよ元になった言い回しの意味が忘れ去られているため、新たに別の落ちが考案されており、そこでは男のコブの正体が弁慶であると聞いた殿さまが「手打ちは義経に」、つまり、よさなければならないと答える。これは同じく落語の『青菜』から流用したもので、2代目桂枝雀が用いたのをはじめ、こちらで落とす演者も多くなってきた。